# Sydkoreas nationalförsamling
Sydkoreas nationalförsamling är Sydkoreas lagstiftande församling. Det har 300 ledamöter och är ett enkammarparlament. 246 av ledamöterna väljs i enmansvalkretsar, medan de resterande 54 fördelas enligt proportionell representation.
Val hålls var fjärde år, med årliga fyllnadsval. Fyllnadsvalen bidrar till att partirepresentationen inte är fast genom hela mandatperioden. Efter parlamentsvalet 2004 ledde fyllnadsval på sex mandat till att regeringen förlorade sin majoritet nationalförsamlingen. Det senaste valet hölls den 15 april 2020 och nästa val planeras att hållas 17 april 2024.
I april 2020 vann president Moon Jae-ins styrande Demokratiska partiet Sydkoreas parlamentsval. Det vänster-liberala Demokratiska partiet fick absolut majoritet av parlamentets 300 platser.

## Bakgrund
Enligt till landets konstitution skall nationalförsamlingen ha minst 200 ledamöter. Lagen stadgar att kandidater till nationalförsamlingen måste vara minst 30 år gamla. Kravet på att en ledamot skall ha uppehållit sig i riket i minst fem år före valet upphävdes efter en politisk kompromiss 1987 så att Kim Dae-jung, som hade levt i exil i flera år i USA och Japan, skulle kunna ställa upp i valet. I motsats till den auktoritära perioden före 1987 har inte presidenten längre möjlighet att upplösa nationalförsamlingen.
Ledamöter av nationalförsamlingen är immuna mot arrest och åtal så länge som församlingen är i session, med undantag för brott begångna in flagrante delicto. Om en ledamot befinner sig under arrest när församlingen skall sammanträda måste denne frisläppas. En ledamot kan inte heller åtalas till följd av uttalanden som gjorts i nationalförsamlingen.
Under den sjätte republiken är nationalförsamlingens ställning starkare än den var under det tidigare militärstyret. Nationalförsamlingen har befogenheter att avlägsna presidenten eller en regeringsledamot när som helst. Nationalförsamlingen kan också bekräfta utnämningar till Sydkoreas högsta domstol.

## Källa
1. ↑  A Look at Election Through Numbers Korea Times 9. april 2008
2. ↑  ”Brakseger för president Moon Jae-Ins Demokratiska parti i Sydkorea - deltagandet var rekordhögt i världens första "coronaval"” (på svenska). svenska.yle.fi. https://svenska.yle.fi/artikel/2020/04/16/brakseger-for-president-moon-jae-ins-demokratiska-parti-i-sydkorea-deltagandet. Läst 8 november 2021.